# Linha Aigle-Sépey-Diablerets
A Linha Aigle-Sépey-Diablerets (ASD) é uma linha de  caminho de ferro de 23 km, a via única, de bitola métrica que circula em  Vaud  entre Aigle e Diablerets.
A ASD é uma das linhas dos Transportes públicos do Chablais (TPC) que além desta possui:
- Linha Aigle-Leysin (AL)
- Linha Aigle-Ollon-Monthey-Champéry (AOMC)
- Linha Aigle-Sépey-Diablerets (ASD)
- Linha Bex-Villars-Bretaye (BVB)

Os Transportes públicos do Chablais (TPC) são uma empresa ferroviária  Vaud  que foi criada em 1999 com a fusão de quatro companhias de caminho de ferro a bitola métrica na região do Chablais Vaudois, Além do caminho de ferro esta empresa também possui uma rede de autocarros.
|  |

## História

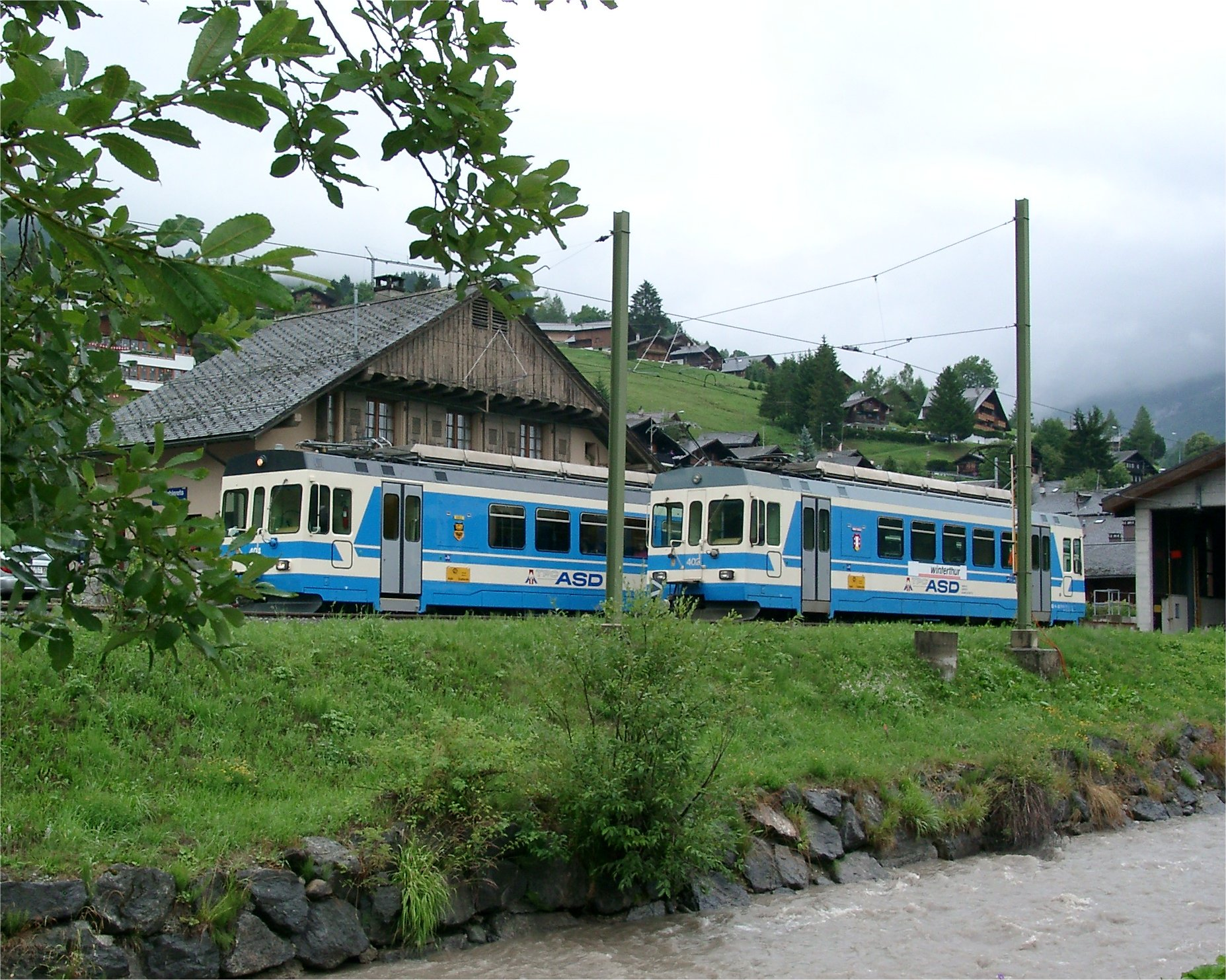
Duas ASD

Antigamente, só um caminho permitia o acesso de Aigle, Le Sépey, La Forclaz e le Plan-des-Isles, assim se chamava a actual Diablerets. Em 1897 é feito o pedido ao Conselho Federal de concepção para um Aigle-Le Sépey com uma rampa máxima de 69  ‰, e um ano mais tarde pedem uma ligação Le Sépey-Leysin-Feydey. Em 1911 começam efectivamente os trabalhos que além da linha propriamente dita têm de construir a ponte do Vanel que exige a construção de um teleférico de serviço através o val de
Ormonts e a ponte das Planches para a qual se utilizaram os andaimes de Vanel.

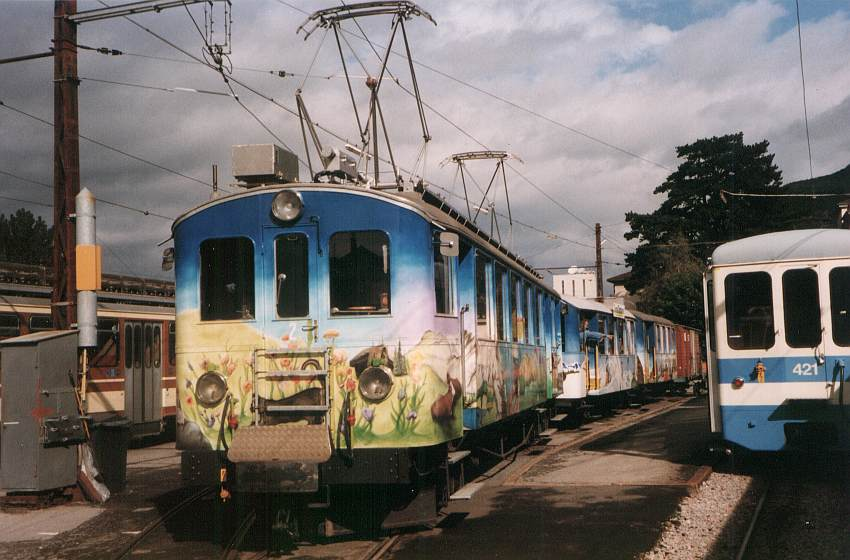
A decoração do sucesso

O departamento federal impõe sistema de travagem de maneira a poder circular na linha Gstaad-Zweisimmen uma vez esta terminada. A 6 de Julho de 1914 é inaugurada a linha Aigle aos Diablerets.
Conscientes dos imperativos comerciais e da necessidade de um marketing dinâmico para o futuro, e a direcção instaura comboios a vocação turística, como o de ter pintado a automotora

## Datas
- 1857 : chegada a Aigle da linha Lausana-Simplon
- 1914 : abertura da  linha ASD
- 26 juin 1940 : incêndio nas instalações e perda de três automotoras e quatro carrugens.
- 1987 : quatro novas automotora
- 1999 : regroupamento da ASD, da AL, da BVB e da  OMC para formar os TPC

## Características
- Comprimento; 22,33 km
- Bitola; métrica
- Declive máx; 6 ‰
  - Aigle, 415 m
  - Diablerets, 1 155 m
- Linha de via única